# 処女ニンフのモナ
『処女ニンフのモナ』（しょじょニンフのもな、Mona; the Virgin Nymph）は、性的に露骨なポルノ映画であり、疑似ではない侵襲性のセックスシーンと非侵襲性のセックスシーンが多数含まれている。この映画は、『ブルー・ムービー』（1969年）に続いて、2番目のアメリカ合衆国で広く劇場公開された性的に露骨な映画と見なされている。しかし、『ブルー・ムービー』とは異なり、『処女ニンフのモナ』はプロットよりも、行為に重点が置かれていた 。
『処女ニンフのモナ』は、ポルノの黄金時代（1969年–1984年）に劇場公開された、本番のセックスシーンを含む他の映画に影響を与えた。例えば、『ディープ・スロート』（1972年）は、『処女ニンフのモナ』のプロットの要素を取り入れている 。